# Джиммі О. Ян
Джиммі О. Ян (англ. Jimmy O. Yang, кит.: 歐陽萬成 Оуян Ваньчен; нар. 11 червня 1987) — гонконгсько-американський актор, стендап-комік, відомий ролями у комедійних серіалах «Кремнієва долина» (2014—2019) та «Космічні сили» (2020—2022), а також роллю Джоша в романтичній комедії «Аромат кохання» 2021 року.

## Життєпис
Ян народився у Гонконзі. Обидва його батьки з Шанхая, проте переїхали до Гонконгу. У 2000 році, коли Яну було тринадцять років, його сім'я іммігрувала до США й оселилася в Лос-Анджелесі, Каліфорнія. На той час його тітка і бабуся вже жили в США, тому його батьки переїхали до них, насамперед для того, щоб Ян та його брат Рой мали доступ до кращих шкіл та освіти. Ян закінчив Університет Каліфорнії у Сан-Дієго за спеціальністю економіка у 2009 році.

## Фільмографія

### Фільми
| Рік  |    | Українська назва                     | Оригінальна назва                    | Роль                           |
| ---- | -- | ------------------------------------ | ------------------------------------ | ------------------------------ |
| 2013 | ф  | Стажери                              | The Internship                       | Ва Зао                         |
| 2016 | ф  | День Патріота                        | Patriots Day                         | Дун Менґ                       |
| 2017 | ф  | Різдво в Ель-Каміно                  | El Camino Christmas                  | оператор Майк                  |
| 2018 | ф  | Гола Джульєтта                       | Juliet, Naked                        | Елліот                         |
| 2018 | ф  | Душа компанії                        | Life of the Party                    | Тайлер                         |
| 2018 | ф  | Шалено багаті азійці                 | Crazy Rich Asians                    | Бернард Тай                    |
| 2018 | ф  | Іграшки для дорослих                 | The Happytime Murders                | офіцер Делансі                 |
| 2019 | мф | Lego Фільм 2                         | The Lego Movie 2: The Second Part    | Зебе                           |
| 2020 | ф  | Гламурний бізнес                     | Like a Boss                          | Рон                            |
| 2020 | ф  | Острів фантазій                      | Fantasy Island                       | Брекс "Тату" Вівер             |
| 2020 | ф  | На розігріві                         | The Opening Act                      | Вілл Чу                        |
| 2021 | мф | Дракон бажань                        | Wish Dragon                          | Шорт Гун                       |
| 2021 | ф  | Аромат кохання                       | Love Hard                            | Джош Лін                       |
| 2022 | мф | Бівіс і Батт-Гед вставляють Всесвіту | Beavis and Butt-Head Do the Universe | льотний спеціаліст Юнг / Джефф |
| 2022 | мф | Посіпаки: Становлення лиходія        | Minions: The Rise of Gru             | посіпака №1                    |
| 2022 | ф  | Великодня неділя                     | Easter Sunday                        | Марвін                         |
| 2022 | ф  | Час для себе                         | Me Time                              | Стен Берман                    |
| 2023 | ф  | Нам за 80. Ми за Бреді               | 80 for Brady                         | Тоні                           |
| 2023 | мф | Звіротачки                           | Rally Road Racers                    | Жі                             |
| 2023 | мф | Король мавп                          | The Monkey King                      | Король мавп                    |

### Телебачення
| Рік       |    | Українська назва                   | Оригінальна назва                      | Роль                        |
| --------- | -- | ---------------------------------- | -------------------------------------- | --------------------------- |
| 2012      | с  | Дві дівчини без копійчини          | 2 Broke Girls                          | хлопець в черзі             |
| 2013      | с  | Агенти Щ.И.Т.                      | Agents of S.H.I.E.L.D.                 | китайський підліток №1      |
| 2013      | с  | У Філадельфії завжди сонячно       | It's Always Sunny in Philadelphia      | Танг-Сі                     |
| 2014      | с  |                                    | Things You Shouldn't Say Past Midnight | Філ                         |
| 2014      | с  | Новенька                           | New Girl                               | Стів                        |
| 2014      | с  | Криміналісти: мислити як злочинець | Criminal Minds                         | Нейтан Чоу                  |
| 2014—2019 | с  | Кремнієва долина                   | Silicon Valley                         | Дзен Янг                    |
| 2015      | с  | Баттл Крік                         | Battle Creek                           | Чанг                        |
| 2016      | с  |                                    | Those Who Can't                        | Джеймс Чен                  |
| 2016      | с  |                                    | Broken                                 | Донні                       |
| 2016—2017 | мс | Американський тато!                | American Dad!                          | Хісаші / хлопець з братства |
| 2018      | с  | Ті самі дні                        | Another Period                         | Енг Банкер                  |
| 2018      | с  | П'яна історія                      | Drunk History                          | Чингісхан                   |
| 2018      | с  | П'яна історія                      | Drunk History                          | Чингісхан                   |
| 2018—2019 | с  | Труднощі асиміляції                | Fresh Off the Boat                     | Горацій                     |
| 2020      | мф |                                    | We Bare Bears: The Movie               | єнот Джої                   |
| 2020—2022 | с  | Космічні сили                      | Space Force                            | доктор Чан Кайфан           |
| 2022      | мс | Бівис і Батхед                     | Beavis and Butt-Head                   | доктор №2                   |
| 2023      | с  | Американець китайського походження | American Born Chinese                  | Ао Куанг                    |
| 2024      | мс | Джентрі Чау проти потойбіччя       | Jentry Chau vs. The Underworld         | Пен Чау                     |
| 2024      | с  | Інтер’єр Чайнатауну                | Interior Chinatown                     | Вілліс Ву                   |